# Euryproctus bivinctus
Euryproctus bivinctus là một loài tò vò trong họ Ichneumonidae.